# فرهنگ در امارات متحده عربی

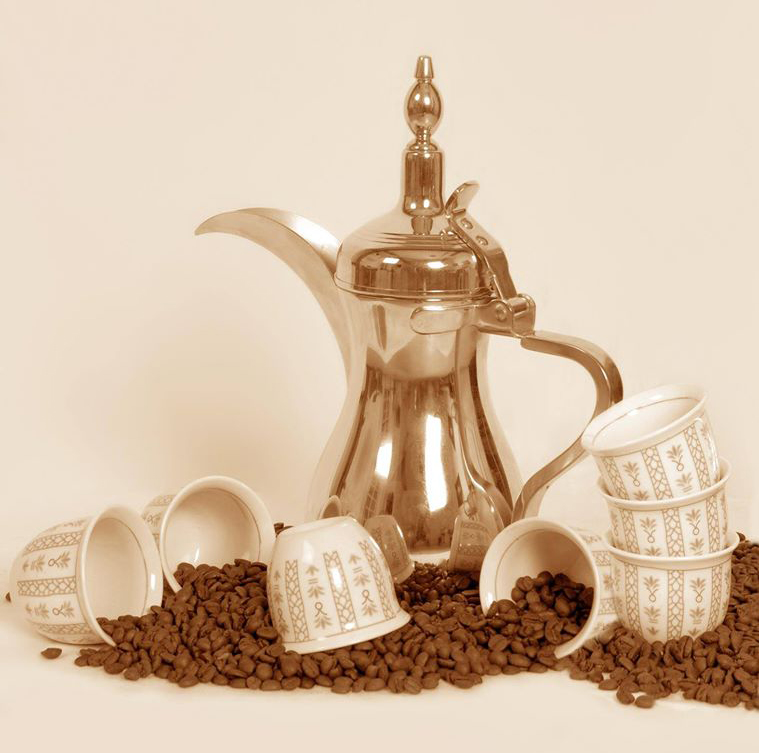
دله قهوه یک قهوه سنتی است که نماد فرهنگ اماراتی است که روی سکه درهم امارات نشان داده شده‌است.

امارات متحده عربی جامعه متنوعی دارد. جمعیت تاریخی این کشور به عنوان یک جامعه قبیله ای کوچک با ورود سایر اتباع، در ابتدا توسط ایرانی‌ها و همچنین سایر کشورهای عربی در دهه‌های ۵۰ و ۱۹۶۳ تغییر یافته‌است. علاوه بر این، این کشور تا زمان ۱۹۷۱ تحت استعمار انگلیس بوده‌است.
تأثیرگذاری معماری، موسیقی، لباس، غذاها و سبک زندگی بسیار برجسته است. آخرین روز هفته روز جمعه است و این روز مقدس‌ترین روز برای مسلمانان است.
شهر العین در ابوظبی یک ممیراث جهانی یونسکو است. در سال ۱۹۹۸، امارات شارجه در سال ۱۹۹۸ توسط یونسکو "پایتخت فرهنگی جهان عرب" و "پایتخت فرهنگ اسلامی برای سال ۲۰۱۴" از طرف سازمان همکاری اسلامی نامگذاری شد.

## مردم اماراتی
فرهنگ اماراتی مبتنی بر فرهنگ عربی است و به شدت تحت تأثیر فرهنگ پارسی قرار گرفته‌است. معماری عربی و معماری ایرانی الهام بخشی از بیان هویت محلی اماراتی است. تأثیر ایرانیان بر فرهنگ اماراتی در معماری سنتی اماراتی و هنرهای عامیانه قابل ملاحظه است. به عنوان مثال، " بادگیر " به نشانه مشخصی از معماری سنتی اماراتی تبدیل شده و به نفوذ ایرانیان نسبت داده شده‌است. برخی از رقص‌های محلی، مانند "ال هببان" در اصل رقص ایرانی است. فرهنگ محلی اماراتی‌ها نیز تحت تأثیر فرهنگ‌های آفریقای شرقی و شبه‌قاره هند بوده‌است.
اماراتی‌ها مردم‌هایی هستند که شهروندی و قومیت کشور امارات متحده عربی را دارند. این مردم بیشتر دارای فرهنگ و دینی یکسان (اسلام) و گویش عربی هستند. جمعیت کل اتباع اماراتی ۹۹۰٬۰۰۰ نفر براساس سرشماری سال ۲۰۰۹ بوده‌است که این میزان، کمتر از ۱۷ درصد کل جمعیت ساکن در کشور امارات را تشکیل می‌دهد.
ریشه و اصالت بیشتر اماراتی‌ها، به طایفه بنی یاس برمی‌گردد. اما قوم‌های بلوچی، ایرانی، بستک،خنجی عمانی، یمنی، بحرینی و اوزی و همچنین گراشی نیز در طول زمان با این قوم آمیخته شدند.

## معماری

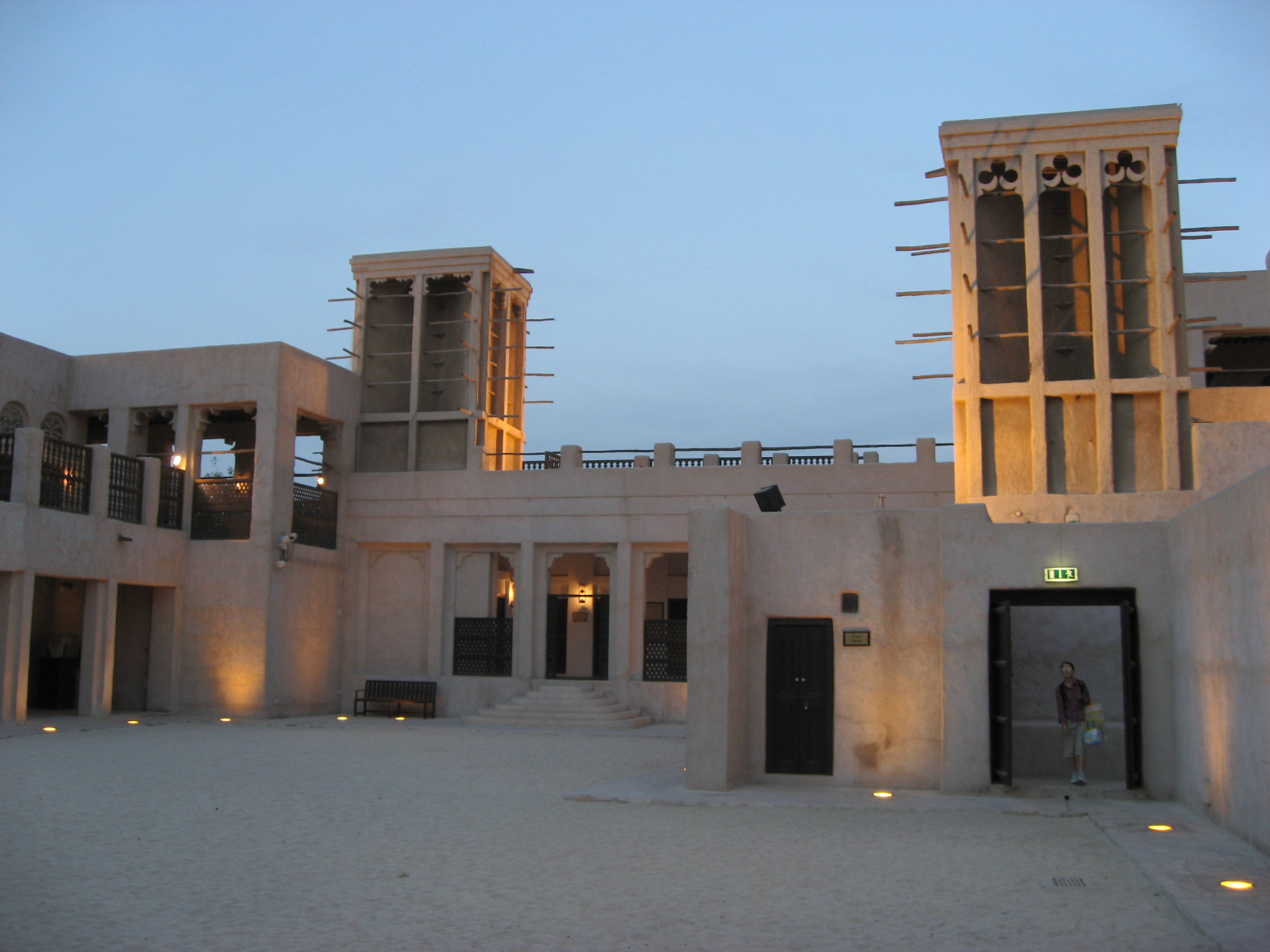
حیاط خانه شیخ مکتوم با معماری مشترک بادگیرها به نام بارجل.

معماری امارات متحده عربی الهام گرفته از معماری اسلامی، معماری عرب و معماری ایرانی است. معماری عربی و پارسی الهام بخشی از بیان هویت محلی اماراتی است. به عنوان مثال، " بادگیر " به نشانه مشخصی از معماری سنتی اماراتی تبدیل شده و به نفوذ ایرانیان ساکن در این سرزمین نسبت داده شده‌است.

## غذای سنتی
آشپزی سنتی کشور امارات است که شباهت‌های قابل ملاحظه‌ای با آشپزی کشورهای همسایه مانند عمانی، عربستانی، خاورمیانه‌ای و آسیایی دارد. آشپزی و غذاهای مدرن اماراتی دربرگیرنده غذاهایی از سراسر دنیاست.
غذای اماراتی از ترکیب بین یک رژیم غذایی بادیه‌نشینی تشکیل شده‌است که شامل گوشت و شیر شتر، و غذاهای دریایی است که عمدتاً از ماهی‌های متداول در خلیج فارس است و رژیم غذایی کشاورزان که عمدتاً از خرما تشکیل می‌شود. همچنین ترکیبی از ادویه جات، ترشی جات مانند دارچین، زعفران و زردچوبه اساس غذاهای متداول مصرف شده و غذاهای سنتی فعلی اماراتی را تشکیل می‌دهد.

## با سلام و آداب و رسوم اجتماعی
میهمانان هنگام ورود به مجلس از سمت راست به سمت چپ اتاق شروع به احوالپرسی می کنند، مگر اینکه مهمان سالمندی باشد که ابتدا باید به او سلام کرد. برای مردان، خوشامدگویی سنتی اماراتی، خوشمک یا لمس بینی است . زنان با دست دادن و بوسیدن گونه به یکدیگر سلام می کنند. در امارات متحده عربی بوسیدن بالای سر نیز یکی از روش‌های احوالپرسی است.

## ورزش‌ها

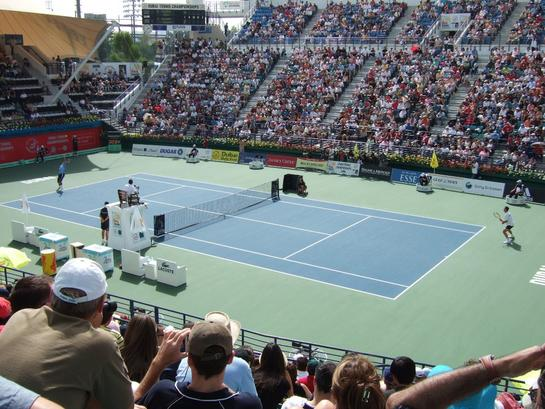
مسابقات تنیس دبی در سال ۲۰۰۶.

ورزش در امارات متحده عربی به‌طور گسترده توسط مردم امارات انجام می‌شود. فوتبال محبوب‌ترین ورزش در امارات است. از جمله دستاوردهای قابل توجه ورزشی امارات، لیگ قهرمانان آسیا ۲۰۰۲–۰۳ توسط العین باشگاه است که در لیگ قهرمانان آسیا ۲۰۰۵ به مقام دوم رسید. امارات برای اولین بار و تنها بار در سال ۱۹۹۰ در جام جهانی فیفا صعود کرد.

### فوتبال
فوتبال محبوب‌ترین ورزش در امارات است. باشگاه‌های فوتبال امارات العین، الوصل، باشگاه فوتبال الشباب امارات، شارجه، الوحده، و الاهلی محبوب هستند. تیم ملی فوتبال امارات در مسابقات جام جهانی فیفا در سال ۱۹۹۰ با مصر صعود کرد. این سومین جام جهانی پیاپی با کسب دو کشور عرب، پس از کویت و الجزایر در جام جهانی فوتبال ۱۹۸۲، و عراق و الجزایر در جام جهانی فوتبال ۱۹۸۶ بود. امارات همچنین اخیراً در جام ملت‌های خلیج که در ژانویه ۲۰۰۷ در ابوظبی برگزار شد، قهرمان شد.

### کریکت
کریکت دومین ورزش محبوب در امارات متحده عربی است که عمدتاً به دلیل جمعیت مهاجران جنوب آسیا است. استادیوم‌های کریکت زیادی در کشور وجود دارد که از محبوب‌ترین آنها استادیوم انجمن کریکت شارجه، استادیوم شیخ زاید، ورزشگاه الجزیره محمد بن زاید، آژمان اوال و استادیوم بین‌المللی کریکت دبی است. دبی همچنین محل برگزاری شورای بین‌المللی کریکت، هیئت مدیره اصلی این ورزش است.